# Sandália de Prata
Sandália de Prata é uma banda brasileira de samba-rock, formada em São Paulo, capital do estado de São Paulo.

## Integrantes
- Ully Costa - voz
- Ocimar de Paula - baixo
- Everson Gama - violão e guitarra
- Wendel Soares - bateria
- Dado Tristão - teclado
- Raphael PH - saxofone
- João Lenhari - trompete
- Jorge Neto - trombone
- Tito Amorim - percussão

## Discografia
- 2006 - Sandália de Prata - Independente
- 2008 - Samba Pesado - Independente
- 2011 - Desafio ao Galo - Independente